# Храм Шуанлинь
Храм Ляньшань Шуанлинь (кит. трад. 蓮山雙林禪寺, упр. 莲山双林禅寺, пиньинь Lián shān Shuāng lín chán sì, буквально: «Храм созерцания (чань) Двойной рощи Лотосовой горы», англ. Siong Lim Temple, Shuang Lin Temple) — национальный памятник Сингапура. Представляет собой китайский буддийский храмово-монастырский комплекс 1889—1902 годов постройки. Известен как «старейший монастырь в Сингапуре».
Расположен в жилом районе в Дабаяо.

## Архитектура
Монастырский комплекс организован в соответствии с традиционным китайским архитектурно-строительным каноном хэюань, подразумевающим прямоугольный закрытый двор с постройками.
Исходно построен по образцу храма Сичань в г. Фучжоу провинции Фуцзянь (история монастыря Сичань начинается в V веке, а его название «Сичань» датируется XI веком). Оригинальная постройка в КНР значительно пострадала в годы Культурной революции.
К работе над постройками комплекса традиционно привлекаются мастера из Южного Китая. В результате его архитектура и декор содержат уникальное сочетание элементов архитектурных стилей уездов Фучжоу, Цюаньчжоу и Чжанчжоу провинции Фуцзянь, и уезда Чаочжоу провинции Гуандун.
Во время последней реставрации к постройкам храма добавилась семиэтажная пагода с золочёным навершием — копия 800-летней фуцзяньской пагоды из монастыря Шанфэн.

## История
Шуанлинь был построен по инициативе коммерсанта-хокло Лоу Ким Пона на принадлежащей ему земле в 40 000 м², после того, как в 60 лет он увидел знаменательный сон. Вскоре он повстречал группу паломников, возвращавшуюся в Южный Китай из Шри-Ланки, и в числе группы — поразившего его своей духовностью монаха Сяньхуэя из древнего монастыря Сичань в Фучжоу. Для него Лоу Ким Пон решил построить в Сингапуре храм.
Исходная постройка имела образцом Сичань. Ряд последующих настоятелей Шуан Линя также приглашался из этого монастыря.
Постройку храма профинансировали в основном Лоу Ким Пон и его бизнес-партнёр также родом из Южного Китая. Инициатива Лоу Ким Пона получила горячую поддержку со стороны всего сообщества китайских иммигрантов в Юго-Восточной Азии.
На время открытия Шуан Линь стал одним из крупнейших китайских буддийских монастырей в Юго-Восточной Азии. Его образ с годами появился на почтовых открытках Сингапура и т. д.
В 1904 году Чэнь Баочэнь, наставник последнего императора Китая Пу И, сочинил в честь храма стихотворение, в котором сравнил его постройку с постройкой первого буддийского монастыря в Индии. Стихотворение представлено в его каллиграфии в храме по сей день.
В 1938—1942 годах из-за Японо-китайской войны Китайская республика оказалась отрезана от моря, и по согласованию с настоятелем храма Пуляном (приехавшим в Сингапур из монастыря Чаньси в 1912 году) открыла на его территории Институт вождения, где готовились военные водители и механики для работы на Бирманской дороге.
В 1942 году храм пострадал от японских авиационных бомбардировок, а при установлении оккупации Сингапура японское командование расстреляло Пуляна за его разрешение разместить в монастыре Институт вождения. На время оккупации храм был превращён в приют для бездомных.
После оккупации пост настоятеля с 1945 по 1965 годы занял Гао Цань, эксперт по китайской медицине и мастер боевых искусств, держатель линии передачи боевых искусств Шаолиня. В послевоенном городе он активно занимался медицинской помощью (в 3 больницах для бедных), а также обучал жителей китайской медицине и боевым искусствам (противопоставляя послевоенной разрухе заложенную в боевых искусствах самодисциплину). Его ученики в обеих этих областях занимают важное место в китайских сообществах в ЮВА.

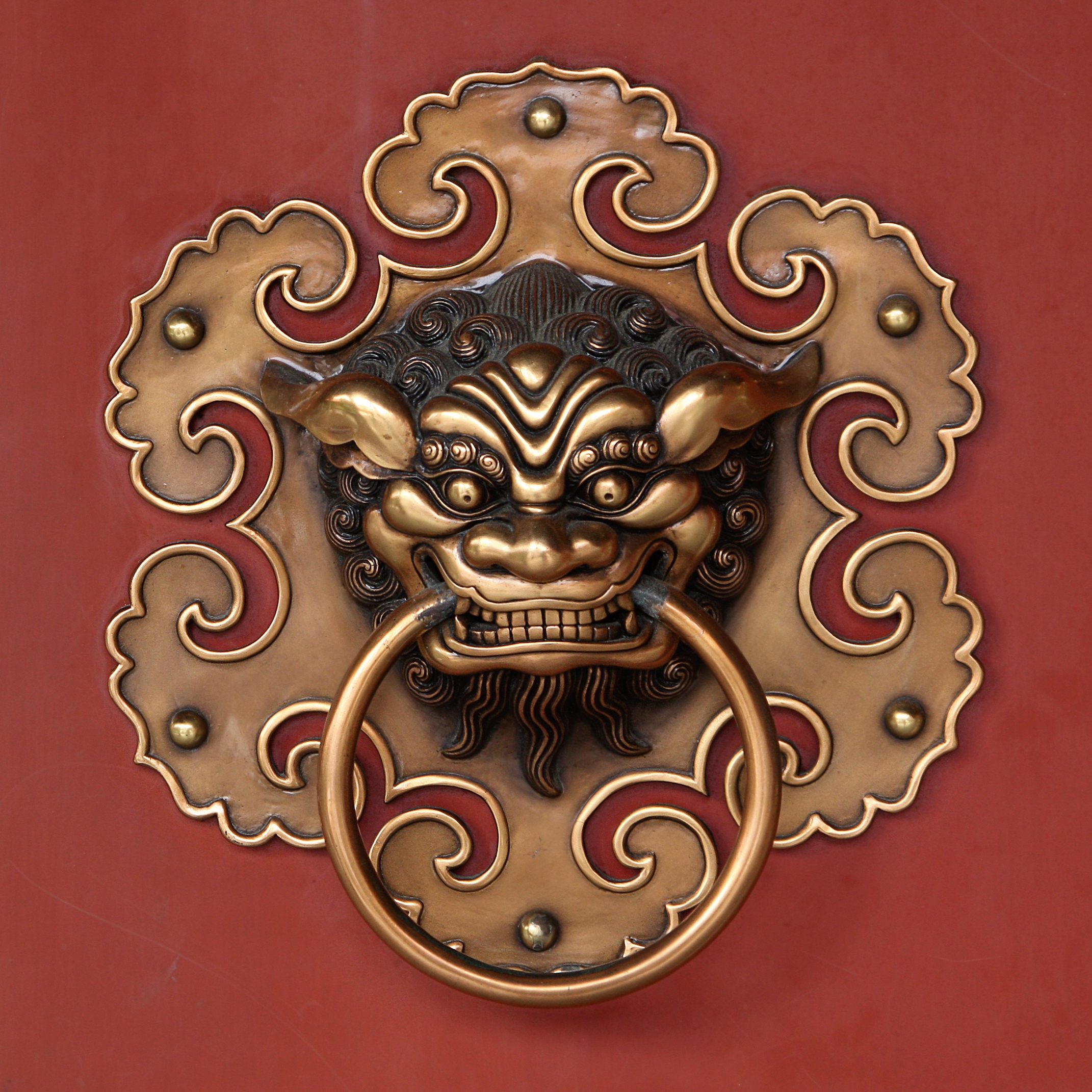
Декорированная дверная ручка в храме

В 1950-х годах половина участка храмовой земли была приобретена под жилищное строительство. Сам храм постепенно ветшал, и к 1990-м годам значительная часть его территории была закрыта для посетителей из-за неудовлетворительного состояния.
17 октября 1980 года Шуанлинь был внесён в список национальных памятников Сингапура. Таким образом он стал единственным охраняемым буддийским объектом среди национальных памятников Сингапура, наряду с несколькими мечетями, даосскими и христианскими храмами.
В 1991 году благодаря частным пожертвованиям началась реставрация храма, завершённая в 2002 году. К реставрации было привлечено примерно 80 мастеров из южных провинций КНР.
В 1999 году Шуанлинь получил «Премию архитектурного наследия» от Управления городского обновления (Urban Renewal Authority, URA).